# Túmul de Krakus
El túmul de Krakus (en polonès: Kopiec Krakusa) és un monticle artificial situat a tres quilòmetres del nucli urbà de Cracòvia que domina el barri de Podgórze, sobre el marge dret del Vístula. Aquest Túmul seria, segons la tradició, la tomba del rei llegendari Krakus, fundador de la ciutat de Cracòvia.
Amb una altitud de 271 metres, té 16 metres d'alçada per a un diàmetre a la base de 60 metres. Està reforçat amb sòlides bigues de fustes recobertes de terra i d'herbes.
L'edat d'aquest monument és indeterminat. Un cert nombre d'artefactes que daten dels segles VIII al X van estar descoberts a l'interior del túmul en les excavacions fetes als anys 1930. Segons hipòtesis arqueològiques, el monument mortuori dataria de l'època cèltica entre el segon i el primer segle abans de Jesucrist.
Des dels temps antics i fins a l'any 1830, després de Pasqua, tenia lloc un festival cada any al voltant del túmul.